# San Isidro partido
San Isidro egy partido Argentína középpontjától keletre, Buenos Aires tartományban. Székhelye San Isidro.

## Népesség
A partido népessége a közelmúltban a következőképpen változott:
| Év   | Lakosság |
| ---- | -------- |
| 2001 | 289 872  |
| 2010 | 292 878  |